# Nebo zovjot
Nebo zovjot (russisk: Небо зовёт) er en sovjetisk spillefilm fra 1959 af Mikhail Karjukov og Aleksandr Kozyr.

## Medvirkende
- Ivan Pereverzev — Jevgenij Kornev
- Aleksander Sjvoryn — Andrej Gordienko
- Konstantin Bartasjevitj — Robert Clark
- Gurgen Tonunts — Erwin Verst
- Valentin Tjernjak — Grigorij Somov